# Anomalohalacarus poizati
Anomalohalacarus poizati is een mijtensoort uit de familie van de Halacaridae. De wetenschappelijke naam van de soort is voor het eerst geldig gepubliceerd in 1985 door Bartsch.